# Myrosław Łajuk

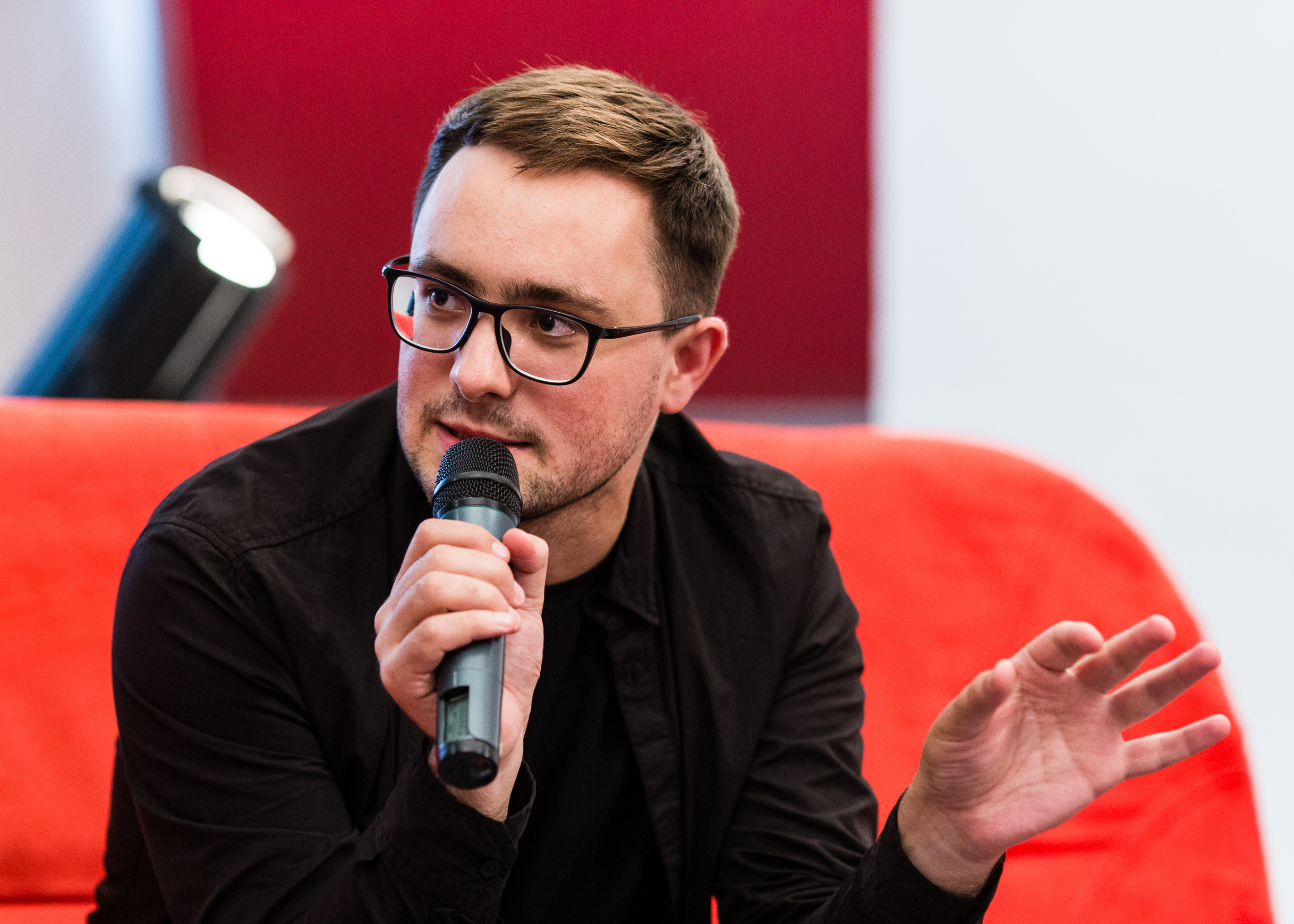
Myrosław Łajuk, 2019

Myrosław Łajuk (ukr. Мирослав Миколайович Лаюк, ur. 31 lipca 1990) – ukraiński poeta, prozaik, eseista i scenarzysta filmowy.

## Życiorys i twórczość
Myrosław Łajuk urodził się w 1990 roku na Huculszczyźnie.
Mieszkając w Kijowie na Ukrainie, ukończył studia na Uniwersytecie Narodowym i uzyskał tam stopień doktora w ramach programu „Filozofia i Literatura”. Od 2018 roku Łajuk prowadzi kurs kreatywnego pisania na swojej macierzystej uczelni.
W 2018 roku Myrosław Łajuk znalazł się na liście Top 30 Under 30 2018 przez KyivPost, nagrodę dla młodych innowacyjnych Ukraińców osiągających wybitne wyniki w różnych dziedzinach.
Jego prace tłumaczone są na różne języki obce, a książki publikowane są na Litwie, Słowacji, Białorusi i w Polsce.
W 2018 roku został laureatem nagrody Emerging Writer on Tour. Był uczestnikiem Festiwalu Poetry Afryka (RPA), Festiwalu Literatury Światowej (Chorwacja), Miesiąca Spotkań Autorskich (Czechy, Słowacja, Polska, Ukraina), StAnza (Międzynarodowy Festiwal Poezji w Szkocji) i innych.
Jego pierwsza książka poezji Osote! (ang. „Thistle!”) była opublikowana w 2013 roku. Książka została uhonorowana Nagrodą Smoloskyp, Nagrodą Fundacji Kovalevykh i Nagrodą Litakcent Roku jako najlepsza książka poetycka roku na Ukrainie. Drugi tom poezji, Metrofobia (2015) został również wyróżniony przez Litakcent Roku jako najlepszy tom poezji 2015 roku. Pierwsza powieść Myrosława Babornia (tr. Dom dla starszych pań) (2016) znalazła się na krótkiej liście Książki Roku BBC Award, Nagroda czytelników Espresso i nagroda LitAkcent Roku. Babornia została uznana przez ukraińskie media za najmocniejszy debiut i jedną z najwybitniejszych książek roku.
W 2018 roku był redaktorem Antologii Młodej Poezji Ukraińskiej III Tysiąclecia. W 2019 roku Myrosław został autorem programu „Czas Poezji” na UA: PBC.

## Książki
- Thistle! (Осоте!): [poetry]. – Kyiv, 2013. – 224 p.
- Metrophobia (Метрофобія): [poetry]. – Lviv: Old Lion Publishing House, 2015. – 176 p.
- Old Women’s House (Баборня): [novel]. – Lviv: Old Lion Publishing House, 2016. – 304 p.
- The World is not Created (Світ не створений): [novel]. – Lviv: Old Lion Publishing House, 2018. – 288 p.
- Rose (Троянда): [poetry]. – Lviv: Old Lion Publishing House, 2019. – 176 p.
- Zaurys and his brother (Заврик і його молодший брат): [children’s literature]. – Lviv: Old Lion Publishing House, 2019. – 36 p.
- Kivi Kivi (Ківі Ківі): [children’s literature]. – Lviv: Old Lion Publishing House, 2020. – 64 p.
- Iron Water (Залізна вода): [novel]. – Lviv: Old Lion Publishing House, 2021. – 264 p.

## Tłumaczenia
- Metrofobia – poezja. Tłumaczenie Marcina Gaczkowskiego, Kolegium Europy Wschodniej;
- Zaurus and his Brother – dla dzieci. Przetłumaczona na język białoruski i słowacki.

## Po angielsku
- “calm rhythm” – a poem by Myroslav Laiuk – New Statesman
- poems by Myroslav Laiuk – Poetry International
- Myroslav Laiuk – Agenda – Four poems (pp. 28 – 30)
- poems – The Frontier: 28 Contemporary Ukrainian Poets, An Anthology
- The World is not Created, fragments – New Books from Ukraine – 2019 – The Ukrainian Book Institute for The Frankfurt Book Fair
- Iron Water, excerpt – Apofenie